# Tails Adventure
Tails Adventure (テイルスアドベンチャー?, Teirusu Adobencha), anche conosciuto come Tails Adventures nella schermata del titolo e sulla confezione della versione giapponese, è un videogioco a piattaforme sviluppato da Aspect e pubblicato da Sega nel 1995 per la console Game Gear. Il gioco vede protagonista Tails della serie Sonic the Hedgehog in un'avventura in solitaria, mentre raccoglie una serie di oggetti che lo aiutano a esplorare Tails Island e a sconfiggere i nemici che la abitano. Il gameplay è più lento rispetto agli altri giochi di Sonic, con Tails in grado di camminare e volare solo a velocità moderata. I livelli vengono esplorati in modo non lineare, con gli oggetti appena raccolti che aprono percorsi nelle aree precedenti.
Insieme a Tails' Skypatrol, il gioco è uno dei due titoli per Game Gear ad avere come protagonista Tails in solitario. Tails Adventure ha ricevuto recensioni contrastanti: i critici hanno giudicato il gioco poco originale e troppo lento rispetto ai precedenti capitoli di Sonic. Le recensioni in retrospettiva hanno lodato il gioco per aver tentato di offrire qualcosa di diverso e hanno paragonato il gameplay alla serie Metroid, ma non hanno apprezzato la ripetitività del backtracking. Tails Adventure è stato successivamente incluso in alcune compilation di Sonic ed è stato ripubblicato su Nintendo 3DS nel 2013.

## Trama
I manuali del gioco forniscono resoconti diversi riguardo alla collocazione temporale di Tails Adventure all'interno della serie. La versione giapponese si riferisce ad esso come prequel del debutto di Tails in Sonic the Hedgehog 2, mentre le versioni occidentali raccontano che Sonic e Tails si stanno semplicemente prendendo una pausa dalle proprie avventure.
Tails Island (Cocoa Island nella versione giapponese e nelle successive riedizioni occidentali) è una piccola isola che galleggia su una barriera corallina nell'estremo sud dell'oceano. Quest'isola in particolare non si trova su nessuna mappa. Secondo le leggende, i mistici Smeraldi del Caos giacciono su quest'isola da tempo immemorabile. Da tempo un giovane cucciolo di volpe e inventore, Miles Prower, soprannominato Tails, è venuto a vivere su Tails Island, dopo aver costruito il suo laboratorio sulla punta meridionale dell'isola. Grazie a questo laboratorio vive ogni giorno a suo piacimento.
Un giorno, qualche tempo dopo l'incidente di West Side Island in Sonic the Hedgehog 2, il caro Tails sta facendo un pisolino in un bosco vicino a casa sua. Il verde della foresta che blocca la luce del sole e il cinguettio degli uccelli vicini lo rendono un luogo di riposo molto piacevole per Tails. Improvvisamente, però, la tranquillità viene bruscamente interrotta da una gigantesca esplosione nelle profondità della foresta. Tails, in preda al panico e alla confusione, viene informato da un Flicky che l'isola è stata invasa dalla Battle Bird Armada, un esercito imperiale guidato dal tirannico dittatore Grande Badoru Kukku, giunto su Tails Island per cercare gli Smeraldi del Caos e dominare il mondo. Non avendo idea di cosa stia accadendo, Tails scorge la sagoma di un gigantesco mech che abbatte gli alberi della foresta e propaga gli incendi. Nel frattempo, il Grande Badoru Kukku festeggia il ritrovamento dell'isola di Tails. Ora è determinato a ottenere gli Smeraldi del Caos e ha invitato un enorme esercito di minatori a cercare gli smeraldi. Il nostro eroe raccoglie tutto il suo coraggio per affrontare da solo l'armata, e parte all'avventura con lo scopo di sventare i piani del malvagio Kukku.

## Modalità di gioco
Contrariamente al classico gameplay veloce della serie Sonic the Hedgehog, Tails Adventure è un platform dal ritmo lento che pone l'accento sull'esplorazione. Il giocatore controlla Tails, che non può correre, ma solo camminare a passo sostenuto. Il giocatore esplora dodici livelli non lineari, raccogliendo nuovi oggetti e abilità per aprire nuovi percorsi nei livelli precedenti. È possibile raccogliere un totale di 26 oggetti, tra cui alcuni per sconfiggere i nemici e altri per facilitare l'esplorazione. Oltre a utilizzare gli oggetti, Tails può volare per un breve periodo di tempo. La durata del volo può essere prolungata trovando gli Smeraldi del Caos. I ring (anelli) vengono raccolti come forma di salute e, a differenza di altri giochi di Sonic, solo pochi ring vengono persi quando si tocca un nemico o una trappola. Questo gameplay è stato paragonato ai giochi Metroidvania.
Tails trova diversi tipi di gadget durante le sue avventure. Alcuni di questi oggetti sono armi utilizzate per sconfiggere i nemici, come bombe e martelli. Altri oggetti lo aiutano nell'esplorazione, come un piccolo robot, il robot a comando, che Tails può controllare per esplorare e infiltrarsi in spazi ristretti. Nelle fasi ambientate sott'acqua, il robot a comando diventa il Sea Fox, un piccolo sottomarino, comparso precedentemente in Sonic the Hedgehog: Triple Trouble. Tails può portare con sé solo quattro strumenti quando entra in un livello. È possibile equipaggiare un solo oggetto alla volta e il giocatore deve mettere in pausa il gioco per cambiarlo. Se il giocatore scopre di non poter avanzare perché ha bisogno di un altro oggetto, deve trovare un'uscita dal livello, scambiare gli oggetti e ricominciare a visitare l'area da capo. Nella maggior parte dei livelli inoltre sarà richiesto di battere un boss, membro della Battle Bird Armada.

### Livelli
Il gioco si divide in dieci livelli.
- Poloy Forest: il primo livello del gioco è situato in una foresta oramai in fiamme a causa dei bombardamenti della Battle Bird Armada.
- Volcanic Tunnel: il secondo livello è ambientato in tunnel vulcanico sotterraneo.
- Polly Mountain 1: il terzo livello e la prima parte di una catena montuosa, situata subito dopo Volcanic Tunnel.
- Lake Rocky: il quarto livello è situato in un lago che bisognerà attraversare mediante l'utilizzo del Sea Fox.
- Cavern Island: il quinto livello è una fitta rete di caverne sottomarine.
- Green Island: il sesto livello ha come palcoscenico una foresta ricolma di erba alta che Tails dovrà bruciare grazie all'utilizzo di alcune bombe per proseguire nel cammino.
- Lake Crystal: il settimo livello nel quale il giovane eroe dovrà ripercorrere il corso di un lago in salita. È l'unica area a non presentare oggetti e boss.
- Polly Mountain 2: l'ottavo livello, nonostante il nome in comune con Polly Mountain 1 non ha grandi legami con quest'ultimo, dato che qui le vicende hanno luogo in un sotterraneo buio con delle pozze di lava.
- Caron Forest: il nono livello il quale non è altro che una versione più difficile di Poloy Forest.
- Battle Fortress: il decimo ed ultimo livello è collocato nella fortezza della Battle Bird Armada. Diversamente dagli altri casi qui sono presenti tre boss.

## Sviluppo e pubblicazione
Tails Adventure è stato sviluppato per Game Gear da Aspect e pubblicato da Sega. Insieme a Tails' Skypatrol, è uno dei due giochi di Sonic the Hedgehog per Game Gear con protagonista Tails. La colonna sonora è stata composta da Kojiro Mikusa, autore anche delle musiche di Sonic Blast. Tails Adventure è stato pubblicato per Game Gear il 22 settembre 1995 in Giappone. In Europa è uscito a ottobre e in Nord America a novembre dello stesso anno. 
Successivamente è stato convertito per diverse compilation ed è stato incluso in Sonic Adventure DX: Director's Cut (2003) per GameCube e Windows come sbloccabile assieme agli altri 11 giochi della serie usciti su Game Gear e disponibile dal principio in Sonic Gems Collection (2005) per GameCube e PlayStation 2. Il gioco è stato reso disponibile per il servizio Virtual Console per Nintendo 3DS il 3 aprile 2013 in Giappone e il 20 giugno dello stesso anno nel resto del mondo. È stato incluso anche in Sonic Origins Plus (2023) per PlayStation 4, PlayStation 5, Xbox One, Xbox Series X, Nintendo Switch e Windows.

## Accoglienza
| Testata                   | Giudizio |
| ------------------------- | -------- |
| AllGame                   | 3.5/5    |
| Electronic Gaming Monthly | 7.75/10  |
| Famitsū                   | 19/40    |
| GamePro                   | 15.5/20  |
| Mean Machines Sega        | 80%      |
| Nintendo World Report     | 5/10     |
| Nintendo Life             | 8/10     |

La critica specializzata ha ritenuto che Tails Adventure fosse troppo simile ad altri giochi a piattaforme e che il suo ritmo lento lo rendesse meno interessante rispetto alle altre proposte della serie di Sonic. La rivista Famitsū ha ritenuto che mancasse di elementi sorprendenti ed è rimasta delusa dal fatto che fosse molto più standard rispetto agli altri giochi di Sonic. Mean Machines Sega ha concordato, definendolo "decisamente poco originale", ma ha ritenuto che le aree segrete e la curva di apprendimento ripida lo rendessero abbastanza interessante da continuare a giocare. Un redattore di Electronic Gaming Monthly ha paragonato il gioco ai platform di Super Mario e si è divertito a trovare le aree nascoste. La critica ha generalmente apprezzato la grafica e i controlli, tuttavia la grafica ha ricevuto alcune critiche. Mean Machines Sega ha ritenuto che alcune texture dello sfondo si ripetessero troppo, Famitsū ha criticato il campo visivo ristretto dello schermo, ed Electronic Gaming Monthly ha trovato alcuni problemi di sfocatura dello schermo.
Nelle recensioni in retrospettiva, sia Nintendo World Report che Nintendo Life hanno ritenuto che il gioco fosse in netto contrasto con gli altri giochi di Sonic per Game Gear. Secondo i recensori, il gioco scambiava la velocità dei precedenti capitoli della serie con un gameplay esplorativo più simile alla serie Metroid e Gargoyle's Quest. USgamer ha raccomandato il gioco, definendolo un allontanamento dalla serie Sonic e il gioco della serie più vicino a un franchise Nintendo. Nintendo Life ha apprezzato la varietà di gadget e il level design, ma ha criticato gli ambienti bui e le texture di sfondo ripetute. Insieme a Nintendo World Report, hanno criticato la scarsa gestione dell'inventario del gioco. I redattori spesso esploravano ampie porzioni di un livello solo per scoprire che mancava un oggetto necessario e dovevano ricominciare da capo. L'inclusione del gioco in Sonic Gems Collection è stata accolta come una comodità moderna, ma è stata comunque criticata, insieme ad altri titoli per Game Gear presenti nella raccolta, per i difetti grafici e la scarsa qualità dell'emulazione. Alcuni hanno ritenuto che i giochi portatili fossero solo un supplemento ai giochi più sostanziosi della collezione e li hanno scartati. 1UP.com ha percepito l'inclusione di Tails Adventure e Tails' Skypatrol nella compilation come un "raschiamento del fondo del barile" da parte di Sega, descrivendoli come "titoli portatili ingiocabili di un'epoca che è meglio dimenticare". Pietro Sanatore di SpazioGames.it lo ha definito un titolo interessante.

## Fumetto
Nel 2010, il gioco ha avuto un adattamento a fumetti nella serie Sonic Universe, spin-off di Sonic the Hedgehog edito da Archie Comics, dal numero 17 al numero 20. La storia, composta da 4 numeri, è intitolata The Tails Adventure. La trama del fumetto vede Tails accompagnare Antoine D'Coolette e Bunnie D'Coolette a Cocoa Island durante la loro luna di miele dopo il matrimonio. L'arco narrativo segue vagamente la trama del videogioco. Inoltre la storia segna la prima apparizione della Battle Bird Armada, che nella serie a fumetti era stata menzionata solo brevemente da alcuni personaggi.